# Március 4.
Március 4. az év 63. (szökőévben 64.) napja a Gergely-naptár szerint. Az évből még 302 nap van hátra.
Névnapok: Kázmér + Adorján, Adria, Adrián, Adrianna, Adriel, Adrienn, Arián, Bajnok, Brútusz, Kazimír, Lúciusz, Zorán

## Események

### Politikai események
- 1562 – A hadadi csatában I. Ferdinánd magyarországi vezérei legyőzik János Zsigmondot.[1]
- 1791 – Vermont 14. államként csatlakozik az Amerikai Egyesült Államokhoz.
- 1849 – I. Ferenc József osztrák császár Olmützben új birodalmi alkotmányt ad ki ("oktrojált alkotmány"), amelyben megszünteti Magyarország önálló államiságát, és a végrehajtó hatalmat a császár kezébe adja.
- 1933 – Engelbert Dollfuß ellen kezdeményezett bizalmatlansági indítvány kapcsán folytatott vitában az osztrák nemzetgyűlés mindhárom elnöke, a szociáldemokrata Karl Renner, a keresztényszociális Rudolf Ramek és a nagynémet Sepp Straffner is lemond.
- 1945 – Brit-amerikai légitámadás a soproni vasútállomások ellen. Igen komoly veszteség éri a magyar vasúti járműállományt. Szombathelyt is a szövetséges légierő nagy erejű csapása éri. Jelentős anyagi és emberveszteség éri a várost.
- 1994 – Az Ukrajna, Oroszország és az USA által – 1993. január 14-én – kiadott háromoldalú nyilatkozat előírásainak megfelelően a 60 nukleáris robbanófejből álló első szállítmány elhagyja Ukrajnát és Oroszországba érkezik.
- 2008 – Svédország és Hollandia is elismeri a független Koszovót.
- 2012 – Az orosz elnökválasztás első fordulójában a szavazók 63,75 százaléka adja voksát Vlagyimir Putyinra, így második forduló nélkül, a harmadik elnöki ciklusára térhet vissza a Kremlbe.[2]
- 2017 – A Momentum Egyesület Momentum Mozgalom néven párttá alakul, melynek elnökévé – a posztért egyedül induló – Fekete-Győr Andrást választják.[3]

#### USA-elnökök beiktatása
1797 és 1933 között az Amerikai Egyesült Államok elnökeinek beiktatását március 4-én tartották. Ez alól a közel másfél évszázad során mindössze hat kivétel volt (John Tyler 10., Millard Fillmore 13., Andrew Johnson 17., Chester A. Arthur 21., Theodore Roosevelt 26., Calvin Coolidge 30. elnök hivatalba lépése), amikor az elhalálozott elnök helyébe annak alelnöke lépett. 1949 óta az eskütételt január 20-án tartják.
| - 1797 – John Adams (2.) - 1801 – Thomas Jefferson (3.) - 1809 – James Madison (4.) - 1817 – James Monroe (5.) - 1825 – John Quincy Adams (6.) - 1829 – Andrew Jackson (7.) - 1837 – Martin Van Buren (8.) - 1841 – William Henry Harrison (9.) - 1845 – James K. Polk (11.) | - 1849 – Zachary Taylor (12.) - 1853 – Franklin Pierce (14.) - 1857 – James Buchanan (15.) - 1861 – Abraham Lincoln (16.) - 1869 – Ulysses S. Grant (18.) - 1877 – Rutherford B. Hayes (19.) - 1881 – James A. Garfield (20.) - 1885 – Grover Cleveland (22.) - 1889 – Benjamin Harrison (23.) | - 1893 – Grover Cleveland (24.) - 1897 – William McKinley (25.) - 1905 – Theodore Roosevelt (26.) megválasztása - 1909 – William Howard Taft (27.) - 1913 – Thomas Woodrow Wilson (28.) - 1921 – Warren G. Harding (29.) - 1925 – Calvin Coolidge (30.) megválasztása - 1929 – Herbert Hoover (31.) - 1933 – Franklin D. Roosevelt (32.) |  |

### Tudományos és gazdasági események
- 2007 – A Gazdasági és Közlekedési Minisztérium rendelete alapján 0:00-tól 14 magyarországi vasúti mellékvonalon szünetel a személyszállítás

### Kulturális események

#### Zenei események
- 1966 – John Lennon, a The Beatles együttes tagja, nagy felháborodást kiváltó interjúban kijelenti: „Népszerűbbek vagyunk, mint Jézus”.

### Sportesemények
A Tenisz világnapja (2013 óta)
Formula–1
- 1972 –  Dél-Afrikai Nagydíj, Kyalami– Győztes: Denny Hulme  (McLaren Ford)
- 1978 –  Dél-Afrikai Nagydíj, Kyalami– Győztes: Ronnie Peterson (Lotus Ford)
- 2001 – ausztrál nagydíj, Melbourne– Győztes: Michael Schumacher (Ferrari)

### Egyéb események
- 1977 – A Richter-skála szerinti 7,2 erősségű földrengés hatalmas pusztítást visz végbe Bukarestben a halálos áldozatok száma meghaladja az 1500-at.
- 2001 – A portugáliai Duero folyó fölötti Hintze Ribeiro híd leszakadásakor 59 ember veszíti életét.

## Születések
- 1394 – Tengerész Henrik portugál herceg, felfedező († 1460)
- 1572 – Esterházy István magyar nemes, a mezőkeresztesi csata résztvevője († 1596)
- 1643 – Frangepán Ferenc Kristóf horvát főnemes, a Wesselényi-összeesküvés egyik vezetője († 1671)
- 1678 – Antonio Vivaldi itáliai zeneszerző († 1741)
- 1793 – Karl Lachmann német filológus († 1851)
- 1871 – Borsos Károly  református pedagógus, gimnáziumi és főiskolai tanár, a Mezőtúri Református Kollégium igazgatója, klasszika-filológus, vallásfilozófus, szabadkőműves († 1933)
- 1875 – Károlyi Mihály politikus, miniszterelnök, az első magyar köztársaság elnöke († 1955)
- 1885 – Salamon Béla magyar színész, komikus, kabaréigazgató († 1965)
- 1902 – Szűr Szabó József Munkácsy Mihály-díjas karikaturista, festő, grafikus, báb- és díszlettervező († 1993)
- 1904 – George Gamow ukrán származású  amerikai fizikus († 1968)
- 1911 – Carl Forberg amerikai autóversenyző († 2000)
- 1914 – Budó Ágoston magyar fizikus, egyetemi tanár, az MTA elnökségi tagja, Kossuth-díjas († 1969)
- 1914 – Hegyi Barnabás Kossuth-díjas filmoperatőr, kiváló művész († 1966)
- 1914 – Robert Rathbun Wilson amerikai fizikus († 2000)
- 1926 – Kokas Ignác magyar festőművész († 2009)
- 1932 – Miriam Makeba dél-afrikai énekesnő († 2008)
- 1933 – Dömök Gábor a Magyar Rádió bemondója, televíziós hírolvasó-bemondó († 2010)
- 1933 – Fazekas Magdolna magyar festőművész
- 1933 – Nino Vaccarella olasz autóversenyző († 2021)
- 1936 – Jim Clark brit autóversenyző, a Formula–1 kétszeres világbajnoka (1963, 1965) († 1968)
- 1940 – Gábor S. Pál magyar orvos, pszichiáter, Huszka Jenő-díjas zeneszerző
- 1941 – Medveczky Ilona magyar táncosnő, színésznő
- 1942 – Dr. Mészáros Rezső magyar geográfus, egyetemi tanár
- 1942 – Sztevanovity Zorán Kossuth-díjas magyar énekes, előadóművész
- 1942 – Szűcs István magyar színész, a Győri Nemzeti Színház Örökös Tagja († 2006)
- 1943 – Bende Ildikó Aase-díjas magyar színésznő
- 1943 – Jeney Zoltán magyar zeneszerző († 2019)
- 1944 – Kalmár Magda Kossuth- és Liszt Ferenc-díjas magyar opera-énekesnő (szoprán), a Halhatatlanok Társulatának örökös tagja
- 1947 – Jan Garbarek norvég jazz-zenész, szaxofonista
- 1949 – Lajtai Pál magyar intarziaművész, festőművész
- 1951 – Chris Rea brit rockgitáros, énekes, zeneszerző, szövegíró
- 1953 – Petrozsényi Eszter magyar színésznő
- 1956 – Póka Éva magyar színésznő
- 1968 – Patsy Kensit angol színésznő, énekesnő
- 1971 – Satoshi Motoyama japán autóversenyző
- 1972 – Jos Verstappen holland autóversenyző
- 1975 – Patrick Femerling német kosárlabdázó
- 1976 – Rácz Gergő Fonogram-díjas magyar zeneszerző, énekes, producer
- 1981 – Krutzler Eszter magyar súlyemelő
- 1984 – Gulyás Péter magyar kézilabdázó
- 1984 – Hosnyánszky Norbert olimpiai és világbajnok vízilabdázó
- 1988 – Povázsai Zoltán magyar úszó
- 1990 – Draymond Green amerikai olimpiai bajnok kosárlabdázó
- 1990 – Arianna Vanderpool-Wallace bahamai úszónő
- 1990 – Fran Mérida spanyol (katalán) labdarúgó
- 1993 – Koltai-Nagy Balázs magyar színész

## Halálozások
- 1172 – III. István magyar király (* 1162)
- 1813 – Chudy József zeneszerző, karmester; az első magyar opera szerzője (* 1753)
- 1823 – Charles-François Dumouriez francia tábornok (* 1739)
- 1832 – Jean-François Champollion francia történész, régész, nyelvtudós, egyiptológus (* 1790)
- 1852 – Nyikolaj Vasziljevics Gogol orosz író (* 1809)
- 1897 – Martin Lajos matematikus, feltaláló (* 1827)
- 1901 – Csernátony Lajos újságíró, politikus (* 1823)
- 1904 – Perczel Miklós politikus, az 1848-49 évi szabadságharcban honvéd ezredes, az amerikai polgárháborúban az északi hadsereg ezredese (* 1812)
- 1916 – Franz Marc német expresszionista festő (* 1880)
- 1941 – Ludwig Quidde német történész, közíró és pacifista politikus (* 1858)
- 1943 – Ita Wegman holland orvosnő (* 1876)
- 1948 – Mátéffy Viktor magyar katolikus pap, pápai prelátus, országgyűlési képviselő (* 1881)
- 1951 – Meszlényi Zoltán magyar vértanú püspök (* 1892)
- 1970 – Bacsák György magyar jogász, tudós, polihisztor, a Magyar Tudományos Akadémia tagja, a negyedidőszak jégkorszakának kutatója (* 1870)
- 1974 – Bill Aston (William Aston) brit autóversenyző (* 1900)
- 1992 – Veress Sándor magyar zeneszerző, zenepedagógus, népzenekutató (* 1907)
- 1997 – Paul Préboist francia színész  (* 1927)
- 1997 – Simándy József Kossuth-díjas magyar operaénekes (* 1916)
- 2014 – Fekete László labdarúgó (* 1954)
- 2014 – Vu Tien-ming kínai filmrendező, producer (* 1939)
- 2014 – Hacser Józsa kétszeres Jászai Mari-díjas magyar színművésznő (* 1931)
- 2018 – Davide Astori olasz válogatott labdarúgó, a ACF Fiorentina csapatkapitánya (* 1987)
- 2019 – Luke Perry amerikai színész (* 1966)
- 2019 – Keith Flint brit énekes, táncos, a The Prodigy nevű zenekar tagja (* 1969)
- 2021 – Palcsó Sándor kétszeres Liszt Ferenc-díjas magyar operaénekes (* 1929)
- 2022 – Marosi Paula olimpiai bajnok magyar vívó (* 1936)